# Ethylen-Vinylacetat-Copolymer
Ethylen-Vinylacetat-Copolymere (Kurzzeichen EVAC, früher auch EVA) sind aus Ethylen und Vinylacetat hergestellte Copolymere.

## Chemische und physikalische Eigenschaften
EVAC ist als Granulat, wässrige Dispersion, Pulver, aber auch als Folienmaterial erhältlich.
Der Kunststoff hat eine hohe Wärme- und gute Alterungsbeständigkeit.

## Herstellung und Verwendung
Das Verfahren zur Herstellung von EVAC entspricht weitgehend dem zur Herstellung von PE-LD. Die Eigenschaften und Einsatzmöglichkeiten können jedoch stark mit dem Anteil an copolymerisiertem Vinylacetat variiert werden. Vinylacetat-Anteile bis 7 % werden fast ausschließlich zur Eigenschaftsverbesserung (insbesondere Erhöhung der Bruchdehnung) von Folien eingesetzt. Etwa die Hälfte der EVAC-Produktion wird mit einem Vinylacetat-Anteil von weniger als 7 % hergestellt.
EVAC mit einem Vinylacetat-Anteil von 7 bis 18 % wird oft auch als ausschließliches Material für Spezialanwendungen eingesetzt. Beispiele sind kälteunempfindliche herausziehbare Ausgießer von Kanistern, Folien für Landwirtschaft und Gartenbau, Einschweißfolien (Bürobedarf, Solarmodule), Duschvorhänge, Fußbodenbeläge, Dachbahnen und Elektrokabel.
Die darüberhinausgehende Klasse von EVAC mit bis zu 28 % Vinylacetat wird überwiegend als Schmelzklebstoff verwendet, der wiederum zur Fasereinbindung von sehr hochwertigen Tuft-Teppichen und Nadelvliesstoffen, zur Klebebindung bei der Buchherstellung sowie zur manuellen Verwendung mit Heißklebepistolen eingesetzt wird.
Bei Vinylacetat-Anteilen von über 30 bis hin zu 90 % entsteht ein kautschukähnliches thermoplastisches Elastomer, das dem reinen Polyvinylacetat immer ähnlicher ist. Es wird vorwiegend für Schuhsohlen oder als Polymerblend zusammen mit anderen Elastomeren verwendet. 
In der Photovoltaik werden Solarzellen in EVAC eingebettet. Hierbei wird das in Folien eingesetzte EVAC bei Temperaturen um ca. 150 °C aufgeschmolzen, wird glasklar und vernetzt dreidimensional. Nach dem Abkühlen liegt so ein dauerhafter Verbund vor, der die Zellen vor Umwelteinflüssen schützt.
EVAC-Micropellets werden in manchen kosmetischen Peelings verwendet.
Die Herstellung von EVA-Produkten kann im Spritzguss- oder Formpressverfahren erfolgen.
Das Material ist bei der Herstellung von Cosplay-Kostümen beliebt und wird dort als Grundmaterial für Rüstungen oder andere Requisiten eingesetzt.

## Chemische Analytik
Für die Bestimmung des Anteils an Vinylacetat in EVAC stehen verschiedene Methoden zur Verfügung:
- Lösen der Probe in einem geeigneten Lösungsmittel, Hydrolyse der Acetatgruppen durch Zugabe von Säure oder Base, Rücktitration der überschüssigen Säure bzw. Base[5]
- Infrarotspektrometrie am Probefilm: Bandenverhältnis CH2/CO messen, Quantifizierung des Vinylacetat-Anteils durch Kalibrierung mit EVAC bekannter Zusammensetzung[5]
- Dynamische Differenzkalorimetrie: Schmelzenthalpie der Probe messen, Quantifizierung des Vinylacetat-Anteils durch Kalibrierung mit EVAC bekannter Zusammensetzung (nur für reines EVAC anwendbar)[6]
- Thermogravimetrie: Erwärmung der Probe bis 600 °C, wobei die erste Abbaustufe mit dem Vinylacetat-Anteil korreliert, Kalibrierung mit EVAC bekannter Zusammensetzung (nur für reines EVAC anwendbar)[7]

Ringversuche zur Bestimmung des Vinylacetatanteils von EVAC zeigen, dass die Vergleichstandardabweichung sR geringfügig vom Vinylacetatgehalt abhängig ist und schwerpunktmäßig im Bereich von 0,6 bis 2,2 g/100 g liegt. sR ist ein guter Schätzwert für die Standard-Messunsicherheit u. Die Daten wurden von 7 bzw. 8 Laboren mit unterschiedlichen Analysemethoden ermittelt. Dabei kamen alle der oben gelisteten Methoden zur Anwendung.

## Markt
Der europäische Markt für EVAC hatte 2007 eine Kapazität von ca. 600.000 t.
Der weltweit größte Teilmarkt ist mit knapp 400.000 t pro Jahr der für Produkte mit einem Vinylacetat-Anteil von weniger als 18 %. Dazu werden knapp 200.000 t EVM-Produkte jährlich in Europa produziert. Die EVM-Mengen in Asien für die dortige Schuhindustrie sind jedoch noch deutlich größer. Die größten Anbieter sind in der Reihenfolge ihres Marktanteiles ExxonMobil, Versalis, Arkema, Repsol, DuPont und Total. 
Einige Handelsnamen sind Greenflex, Levapren, Evatane, Elvax, Ultrathene (US), Miravithen, Phylon, Evasky.